# 香檳 (瑪琳娜鑽石歌曲)
《香檳》（英語：Shampain）是收錄於威爾斯發片歌手瑪琳娜鑽石的首張錄音室專輯《傳家珠寶》(2010)的歌曲。該曲作為最後的宣傳單曲於英國及愛爾蘭在10月11日釋出。

## 背景
當被問到《香檳》涵義以及的背後的製作過程時瑪琳娜表示:

「《香檳》描述著偽裝自己醉亂的一面，但從另一方面來看卻也失去了美好的時光...在製作中，我嘗試了從未試過的合作寫詞... 要隻身一人完成簡單的流行樂對我來說是十分簡單，因為流行的旋律俯拾即是。創作一些光明正向的東西也是不錯的選擇，而這可能是整張專輯中最閃亮的一首歌。歌曲內容還涵蓋了失眠以及對香檳酒的享受。」

提到合作時，她另外表示:「我恨死合作寫詞，但這也是我願意嘗試的原因，因為這將會是一場挑戰。但最後我成功了，而我對成果非常滿意。我非常榮幸能與三個最棒的人共事...《香檳》是加布里埃爾與我共同寫的，利安·浩威也在製作過程中與我們享受了很多樂趣。」
2009年12月，《香檳》被用於作為BBC Switch的青少年肥皂劇The Cut 的背景歌曲。 2009年《香檳》完成前的暫定名稱為《香檳沉眠者》。
2012年，在一次BBC廣播一台的現場採訪中瑪琳娜表示她不喜歡《香檳》，她認為該曲應更適合凱莉·米洛，但她卻被強制要求將《香檳》收錄進專輯中。

## 評價
musicOMH的約翰墨菲描述《香檳》是一首「朗朗上口且富有深度，不同於一般泡泡糖流行樂的容易隨手置棄的性質。」Yahoo! Music的詹姆斯貝立表示這首歌「就像冰金樂團駕馭著殺手樂團的『野性』風格一樣。」 一些評論家對這首歌的標題發表了負面評論。來自雜誌Clash的加雷斯‧詹姆斯認為這首歌感覺「有點被脅迫感」。 獨立報的安迪‧吉爾認為《香檳》「有條不紊地消磨的過動鋼琴樂以及胡亂拼湊的合成音樂就像它的雙關名稱一樣煩人，雖帶有米卡式的時尚，但她卻無法像他一樣探索著有價值的抒情風格。」 

## 音樂影片
《香檳》的影片拍攝由Kim Gehri執導並在2010年8月24日於倫敦的公園拍攝。 影片於同年11月6日釋出。 影片開頭出現了滿月、淡入的歌曲標題以及被吹熄的蠟燭。一開始瑪琳娜疑似躺在黑絲質躺枕上。一張漢堡包裝紙掠過她的臉並同時剪接上了她側躺在公園表演台台階的畫面。她站起來開始漫步在公園中，並以陶醉於跟隨瑪琳娜的兩位交際花女舞者的喬段使人聯想到麥可·傑克森的歌曲—《顫慄》音樂影片的殭屍。 影片結束時瑪琳娜在公園長凳上醒來，彷彿整個影片只是一場夢。

## 曲目列表
- 英國iTunes EP[13]

1. 《香檳》 – 03:09
2. 《香檳》(原音版) – 03:45
3. 《香檳》(Fred Falke 再編曲) – 06:57
4. 《香檳》(Pictureplane's Deep Dolphin 再編曲) – 03:34
5. 《香檳》(Oscar the Punk 再編曲) – 05:51

- 英國促銷CD單曲[14]

1. 《香檳》 – 3:11

- 英國促銷CD最終版單曲[15]

1. 《香檳》 (原版) – 03:14
2. 《香檳》 (Fred Falke 再編曲) – 06:59
3. 《香檳》 (Pictureplane's Deep Dolphin 再編曲) – 03:37
4. 《香檳》 (Oscar the Punk 再編曲) – 05:53
5. 《香檳》 (The Last Skeptic 再編曲) – 03:24

## 製作人員
資料來自《傳家珠寶》內頁。
- 瑪琳娜鑽石 – 主唱，鋼琴樂
- 蓋‧大衛 – 母帶製作
- 史提夫‧達勒姆 – 鼓樂
- 帕斯卡爾·加布里埃爾 – 製作，編程，合成
- 利安·浩威 – 鋼琴伴奏、貝斯、電吉他、製作、編程、合成
- 艾許‧浩斯 – 鍵盤伴奏
- 都各‧拉 – 工程協助
- 畢夫可(理查‧"Biff"‧史丹納德) – 協助製作、混音
- 理查‧威爾金森 – 工程

## 排行
| 排行榜 (2010)     | 榜位 |
| ----------------- | ---- |
| 英國專輯榜（OCC） | 141  |